# (3109) Machin
Pour les articles homonymes, voir Machin.
(3109) Machin est un astéroïde de la ceinture principale. Il tire son nom d'Arnold Machin, sculpteur et dessinateur britannique.

## Description
(3109) Machin est un astéroïde de la ceinture principale. Il fut découvert le 19 février 1974 à Bergedorf par Luboš Kohoutek. Il présente une orbite caractérisée par un demi-grand axe de 2,45 UA, une excentricité de 0,09 et une inclinaison de 7,2° par rapport à l'écliptique.

## Compléments